# South African Professional Championship 1956
Die South African Professional Championship 1956 war ein Snookerturnier zur Ermittlung des südafrikanischen Profimeisters, das Anfang 1956 im südafrikanischen Johannesburg ausgetragen wurde. Titelträger Freddie van Rensberg verteidigte seine Trophäe gegen Herausforderer Peter Mans mit 12:8. Ironischerweise ist unklar, ob die beiden zu diesem Zeitpunkt überhaupt Profispieler waren: die Datenbank CueTracker führt sie als Amateure.

## Das Spiel
Seit den 1940ern wurde die South African Professional Championship ausgetragen, seit jeher als Herausforderungsturnier: der Titelträger war direkt für das Finale gesetzt und traf dort auf einen vorher bestimmten Herausforderer. Anfänglich hatte Freddie van Rensberg den Titel gewonnen, zwischen 1948 und 1950 war es dann Peter Mans gewesen. Danach hatte sich aber van Rensberg den Titel wieder zurückgeholt und hielt ihn seit 1950. Im Jahr 1956 versuchte nun Mans, seinen Titel seinerseits zurückzugewinnen. Das Turnier wurde Anfang 1956 in Johannesburg ausgetragen und umfasste zwanzig Frames. Mans gewann zwar den allerersten Frame, geriet dann aber schnell und klar in Rückstand. Van Rensberg führte schließlich mit 6:1, 9:2 und 10:3. Damit hatte er bereits die Hälfte aller möglichen Frames gewonnen. Zwar konnte Mans noch immerhin fünf der letzten sieben Frames für sich entscheiden, es reichte aber nicht mehr, um das Spiel zu drehen: Van Rensberg verteidigte seinen Titel mit 12:8. Es dauerte schließlich noch neun weitere Jahre, bis Peters Sohn Perrie Mans Van Rensberg den Titel abnehmen konnte.
| Finale: Best of 20 Frames Johannesburg, Südafrika, Anfang 1956                                                       |                |            |
| Freddie van Rensberg                                                                                                 | 12:8           | Peter Mans |
| 37:99, 71:46, 65:28, 57:31, 70:45, 55:47, 70:26, 23:67, 69:44, 55:33, 56:54, 22:88, 61:30, übrige 7 Frames unbekannt |                |            |
| – | Höchstes Break | –          |
| – | Century-Breaks | –          |
| – | 50+-Breaks     | –          |